# Sarniak jasnonogi
Sarniak jasnonogi (Sarcodon leucopus (Pers.) Maas Geest. & Nannf.) – gatunek grzybów z rodziny kolcownicowatych (Bankeraceae).

## Systematyka i nazewnictwo
Pozycja w klasyfikacji według Index Fungorum: Sarcodon, Bankeraceae, Thelephorales, Incertae sedis, Agaricomycetes, Agaricomycotina, Basidiomycota, Fungi.
Po raz pierwszy opisał go w 1825 r. Christiaan Hendrik Persoon nadając mu nazwę Hydnum leucopus. Obecną, uznaną przez Index Fungorum nazwę nadali mu w 1969 r. Rudolph Arnold Maas Geesteranus i John Axel Nannfeldt.
Nazwę polską zaproponował Władysław Wojewoda 2003 r.

## Morfologia
Owocnik
Grzyb kapeluszowy. Kapelusz spłaszczony, w starszych owocnikach lekko wklęsły, o średnicy do 20 cm. Powierzchnia o barwie od jasnofioletowo-brązowej do ciemnobrązowej, początkowo delikatnie filcowata, potem popękana i łuskowata. Łuski błyszczące. Trzon o wysokości 2–6 cm i średnicy 4–8 cm. Hymenofor kolczasty. Kolce o długości do 1,5 cm i średnicy około 1 mm. Miąższ o nieprzyjemnym zapachu i gorzkim smaku.
Cechy mikroskopowe
Zarodniki mniej więcej kuliste, zazwyczaj o wymiarach 7,2–7,9 × 4,5–5,6 µm.

## Występowanie
Sarniak jasnonogi występuje w Ameryce Północnej, Europie i Azji. Najwięcej jego stanowisk podano w Europie. W Polsce W. Wojewoda w 2003 r. przytacza tylko jedno stanowisko i to dawne, podane przez J. Schrötera w 1889 r. w Zielonej Górze. Według W. Wojewody na terenie Polski jest to gatunek wymarły.
Grzyb naziemny, saprotrof. Na stanowisku podanym w Polsce rósł na ziemi w lesie iglastym.